# The Herbaliser
The Herbaliser ist eine zweiköpfige britische Band, die Hip-Hop und elektronische Musik verbindet.

## Geschichte
The Herbaliser wurde 1992 von Acid-Jazz-Bassist Jake Wherry und DJ Ollie Teeba in London gegründet. Das Duo lernte DJ Food kennen, der sie den Besitzern des renommierten Electronica-Labels Ninja Tune vorstellte, wo 1995 das erste Album von The Herbaliser, Remedies, erschien. Sie verbanden in ihrer Musik Hip-Hop mit Elementen der elektronischen Musik und des Jazz.
Auf ihrem zweiten Album Blow Your Headphones arbeitete das Duo u. a. mit Jean Grae zusammen. Später kollaborierten sie auch mit Roots Manuva, Bahamadia, Dilated Peoples und MF DOOM.
Bei Live-Auftritten fungieren sie als The Herbaliser Band mit Wherry am Bass, Teeba an den Turntables, begleitet von einem Bläser-Trio, einem Perkussionisten und einem Schlagzeuger.

## Diskografie
- 1995: Remedies (Ninja Tune)
- 1997: Blow Your Headphones (Ninja Tune)
- 1999: Very Mercenary (Ninja Tune)
- 2000: Session 1 (Department H; Live-Album als The Herbaliser Band)
- 2002: Something Wicked This Way Comes (Ninja Tune)
- 2005: Take London (Ninja Tune)
- 2008: Same As It Never Was (Studio !K7)
- 2009: Session 1 & 2 (Department H; Live-Album als The Herbaliser Band)
- 2010: Herbal Tonic (Ninja Tune; Kompilation)
- 2012: There Were Seven (Department H)
- 2018:  Bring Out The Sound (BBE Records)[1]